# Švedska socijaldemokratska stranka
Švedska socijaldemokratska stranka (švedski jezik: Sveriges socialdemokratiska arbetareparti, skraćeno Socialdemokraterna; doslovno, "Socijaldemokratska radnička stranka Švedske" i "Socijaldemokrati") je jedna od glavnih političkih stranki u Švedskoj. Osnovana je godine 1888. (Godine 1917. se u stranci dogodio raskol kada su je napustili komunistički i revolucionarno raspoložene pristaše kako bi stvorili današnju Lijevu stranku).
Ideologija stranke je socijaldemokracija (a također se spominje i demokratski socijalizam). Glasačka baza se pretežno nalazi u radnicima plavih okovratnika, zaposlenicima u javnom sektoru, nezaposlenima, intelektualcima i imigrantima. Dobar dio njene snage potječe od snažnih veza sa švedskom konfederacijom sindikata (LO), koja predstavlja oko 90 % švedskog radništva. Stranka je članica Socijalističke internacionale, Partije europskih socijalista i SAMAKa.
Švedska socijaldemokratska stranka trenutno ima oko 125.000 članova, s oko 2540 teritorijalnih organizacija i 500 organizacija u poduzećima.
Postoji nekoliko organizacija unutar švedskog socijaldemokratskog pokreta: 
- Nacionalna federacija socijaldemokratskih žena Švedske (S-kvinnor) koja okuplja žene.
- Švedska socijaldemokratska omladinska liga (Sveriges Socialdemokratiska Ungdomsförbund ili SSU) koja okuplja omladinu.
- Socijaldemokratski studenti Švedske (Socialdemokratiska Studentförbundet) koje organizira studente na univerzitetima.
- Kršćansko bratstvo (Broderskap) koja okuplja socijaldemokratski orijentirane kršćane.

Tradicionalni simbol stranke je crvena ruža, za koju se vjeruje da ju je uveo Fredrik Ström. Izgled ruže se mijenjao kroz godine.
Švedska socijaldemokratska stranka se često naziva jednom od najuspješnijih socijaldemokratskih stranki na svijetu. Od 1933. kada je došla na vlast i primijenila socijaldemokratska načela u borbi protiv velike ekonomske krize, njene vlade su uspješno iskoristile neutralnost Švedske u drugom svjetskom, a kasnije hladnom ratu kako bi stvorile jedan od najbolje organiziranih i najefikasnijih sustava države blagostanja, a istovremeno omogućile stalan rast švedske ekonomije. Tzv. "švedski model", koji mnogi drže najuspješnijim kompromisom između kapitalizma i socijalizma, je švedskim socijaldemokratima omogućio da ostanu na vlasti više od sedam desetljeća, s izuzetkom perioda 1976-1982 i 1991-94. Međutim, ulazak Švedske u EU i problemi izazvani procesom globalizacije je natjerao švedske socijaldemokrate da u posljednje vrijeme razmišljaju o zaokretu prema neoliberalnoj tržišnoj politici, odnosno ideologiji Trećeg puta.
Na parlamentarnim izborima 17. rujna 2006. su švedski socijaldemokrati izgubili vlast.

## Izbori za parlament
Izborni rezultati Socijaldemokratske stranke u Švedskoj. Podatke obradio Švedski zavod za statistiku (Statistiska Centralbyrån).

| - 1911. 28,5 % - 1914.(I) 30,1 % - 1914.(II) 36,4 % - 1917. 31,1 % - 1920. 29,7 % - 1921. 36,2 % - 1924. 41,1 % - 1928. 37,0 % - 1932. 41,1 % - 1936. 45,9 % - 1940. 53,8 % | - 1944. 46,6 % - 1948. 46,1 % - 1952. 46,1 % - 1956. 44,6 % - 1958. 46,2 % - 1960. 47,8 % - 1964. 47,3 % - 1968. 50,1 % - 1970. 45,3 % - 1973. 43,6 % - 1976. 42,7 % | - 1979. 43,2 % - 1982. 45,6 % - 1985. 44,7 % - 1988. 43,2 % - 1991. 37,7 % - 1994. 45,3 % - 1998. 36,4 % - 2002. 39,9 % - 2006. 35,0 % - 2010. 30,7 % - 2014. 31,0 % | - 2018. 28,3 % - 2022. 30,3 % |

#### Rezultati za parlament na općinskim izborima
- 1973.
- 1976.
- 1979.
- 1982.
- 1985.
- 1988.
- 1991.
- 1994.
- 1998.
- 2002.
- 2006.
- 2010.
- 2014.
- 2018.

## Predsjednici stranke
- 1896. – 1907. Claes Tholin
- 1907. – 1925. Hjalmar Branting, premijer 1920., 1921. – 23. i 1924. – 25.
- 1925. – 1946. Per Albin Hansson, premijer 1932. – 36. i 1936. – 46.
- 1946–1969 Tage Erlander, premijer 1946. – 1969.
- 1969. – 1986. Olof Palme, premijer 1969. – 76. i 1982. – 86.
- 1986. – 1996. Ingvar Carlsson, premijer 1986. – 91. i 1994. – 96.
- 1996. – 2007. Göran Persson, premijer 1996. – 2006.
- 2007. – 2011. Mona Sahlin
- 2011. – 2012. Håkan Juholt
- 2021. – 2021. Stefan Löfven
- 2021.-     Magdalena Andersson

## Vanjske poveznice
- Socialdemokraterna (švedski)